# Pisa Sporting Club 1949-1950
Questa voce raccoglie le informazioni riguardanti il Pisa Sporting Club nelle competizioni ufficiali della stagione 1949-1950.

## Rosa
| N. |                      | Ruolo | Calciatore        |
| -- | -------------------- | ----- | ----------------- |
|    | Italia (bandiera)    | C     | Candiano Barranco |
|    | Italia (bandiera)    | D     | Angelo Borgogno   |
|    | Italia (bandiera)    | D     | Varo Bravetti     |
|    | Italia (bandiera)    | C     | Mario Brustio     |
|    | Italia (bandiera)    | C     | Marcello Castoldi |
|    | Italia (bandiera)    | D     | Renato Cavalieri  |
|    | Argentina (bandiera) | A     | Vicente Di Paola  |
|    | Italia (bandiera)    | C     | Giorgio Giorgioni |
|    | Italia (bandiera)    | A     | Franco Grillone   |
|    | Italia (bandiera)    | C     | Mario Insignito   |

| N. |                   | Ruolo | Calciatore        |
| -- | ----------------- | ----- | ----------------- |
|    | Italia (bandiera) | A     | Enzo Loni         |
|    | Italia (bandiera) | P     | Roberto Lovati    |
|    | Italia (bandiera) | D     | Alfio Michelucci  |
|    | Italia (bandiera) | D     | Luciano Nicolini  |
|    | Italia (bandiera) | A     | Elio Torriani     |
|    | Italia (bandiera) | A     | Piero Trapanelli  |
|    | Italia (bandiera) | D     | Mauro Tuccini     |
|    | Italia (bandiera) | A     | Sergio Vergazzola |
|    | Italia (bandiera) | P     | Ettore Zini       |

## Risultati

### Campionato

#### Girone di andata
| 11 settembre 1949 1ª giornata | Verona | 2 – 2 | Pisa |  |

| 18 settembre 1949 2ª giornata | Salernitana | 1 – 1 | Pisa |  |

| 25 settembre 1949 3ª giornata | Pisa | 2 – 2 | Livorno |  |

| 2 ottobre 1949 4ª giornata | Pisa | 6 – 1 | Pro Sesto |  |

| 9 ottobre 1949 5ª giornata | SPAL | 1 – 0 | Pisa |  |

| 16 ottobre 1949 6ª giornata | Pisa | 3 – 2 | Empoli |  |

| 23 ottobre 1949 7ª giornata | Napoli | 1 – 0 | Pisa |  |

| 30 ottobre 1949 8ª giornata | Arsenaltaranto | 2 – 1 | Pisa |  |

| 6 novembre 1949 9ª giornata | Pisa | 2 – 1 | Alessandria |  |

| 6 dicembre 1998 10ª giornata | Fanfulla | 0 – 1 | Pisa |  |

| 20 novembre 1949 11ª giornata | Pisa | 1 – 1 | Spezia |  |

| 27 novembre 1949 12ª giornata | Catania | 1 – 1 | Pisa |  |

| 4 dicembre 1949 13ª giornata | Siracusa | 2 – 2 | Pisa |  |

| 30 settembre 1951 14ª giornata | Pisa | 1 – 0 | Modena |  |

| 11 dicembre 1949 15ª giornata | Pisa | 5 – 2 | Prato |  |

| 18 dicembre 1949 16ª giornata | Udinese | 0 – 0 | Pisa |  |

| 20 ottobre 1968 17ª giornata | Reggiana | 2 – 1 | Pisa |  |

| 1º gennaio 1950 18ª giornata | Pisa | 1 – 2 | Cremonese |  |

| 8 gennaio 1950 19ª giornata | Brescia | 0 – 0 | Pisa |  |

| 15 gennaio 1950 20ª giornata | Legnano | 3 – 2 | Pisa |  |

| 22 gennaio 1950 21ª giornata | Pisa | 2 – 1 | Vicenza |  |

#### Girone di ritorno
| 29 gennaio 1950 22ª giornata | Pisa | 0 – 0 | Verona |  |

| 5 febbraio 1950 23ª giornata | Pisa | 1 – 0 | Salernitana |  |

| 12 febbraio 1950 24ª giornata | Livorno | 0 – 0 | Pisa |  |

| 19 febbraio 1950 25ª giornata | Pro Sesto | 1 – 0 | Pisa |  |

| 26 febbraio 1950 26ª giornata | Pisa | 2 – 1 | SPAL |  |

| 12 marzo 1950 27ª giornata | Empoli | 0 – 0 | Pisa |  |

| 19 marzo 1950 28ª giornata | Pisa | 1 – 0 | Napoli |  |

| 26 marzo 1950 29ª giornata | Pisa | 3 – 1 | Arsenaltaranto |  |

| 2 aprile 1950 30ª giornata | Alessandria | 1 – 0 | Pisa |  |

| 9 aprile 1950 31ª giornata | Pisa | 1 – 2 | Fanfulla |  |

| 16 aprile 1950 32ª giornata | Spezia | 3 – 1 | Pisa |  |

| 23 aprile 1950 33ª giornata | Pisa | 1 – 2 | Catania |  |

| 30 aprile 1950 34ª giornata | Pisa | 1 – 1 | Siracusa |  |

| 7 maggio 1950 35ª giornata | Modena | 3 – 1 | Pisa |  |

| 14 maggio 1950 36ª giornata | Prato | 0 – 0 | Pisa |  |

| 21 maggio 1950 37ª giornata | Pisa | 0 – 0 | Udinese |  |

| 28 maggio 1950 38ª giornata | Pisa | 3 – 0 | Reggiana |  |

| 4 giugno 1950 39ª giornata | Cremonese | 2 – 0 | Pisa |  |

| 11 giugno 1950 40ª giornata | Pisa | 5 – 1 | Brescia |  |

| 18 giugno 1950 41ª giornata | Pisa | 1 – 1 | Legnano |  |

| 25 giugno 1950 42ª giornata | Vicenza | 4 – 0 | Pisa |  |

## Statistiche

### Statistiche di squadra
| Competizione | Punti | In casa | In casa | In casa | In casa | In casa | In casa | In trasferta | In trasferta | In trasferta | In trasferta | In trasferta | In trasferta | Totale | Totale | Totale | Totale | Totale | Totale | DR |
| Competizione | Punti | G       | V       | N       | P       | Gf      | Gs      | G            | V            | N            | P            | Gf           | Gs           | G      | V      | N      | P      | Gf     | Gs     | DR |
| ------------ | ----- | ------- | ------- | ------- | ------- | ------- | ------- | ------------ | ------------ | ------------ | ------------ | ------------ | ------------ | ------ | ------ | ------ | ------ | ------ | ------ | -- |
| Serie B      | 41    | 21      | 12      | 6       | 3       | 42      | 21      | 21           | 1            | 9            | 11           | 14           | 29           | 42     | 13     | 15     | 14     | 56     | 50     | +6 |

### Statistiche dei giocatori
| Giocatore     | Serie B  | Serie B |
| Giocatore     | Presenze | Reti    |
| ------------- | -------- | ------- |
| C. Barranco   | 20       | 1       |
| A. Borgogno   | 22       | 1       |
| V. Bravetti   | 42       | 0       |
| M. Brustio    | 3        | 0       |
| M. Castoldi   | 35       | 1       |
| R. Cavalieri  | 31       | 1       |
| V. Di Paola   | 27       | 3       |
| G. Giorgioni  | 39       | 9       |
| F. Grillone   | 33       | 8       |
| M. Insignito  | 1        | 0       |
| E. Loni       | 29       | 9       |
| R. Lovati     | 5        | -6      |
| A. Michelucci | 18       | 0       |
| L. Nicolini   | 32       | 0       |
| E. Torriani   | 9        | 0       |
| P. Trapanelli | 36       | 9       |
| M. Tuccini    | 5        | 0       |
| S. Vergazzola | 38       | 13      |
| E. Zini       | 37       | -44     |